# Farol de rodagem diurna

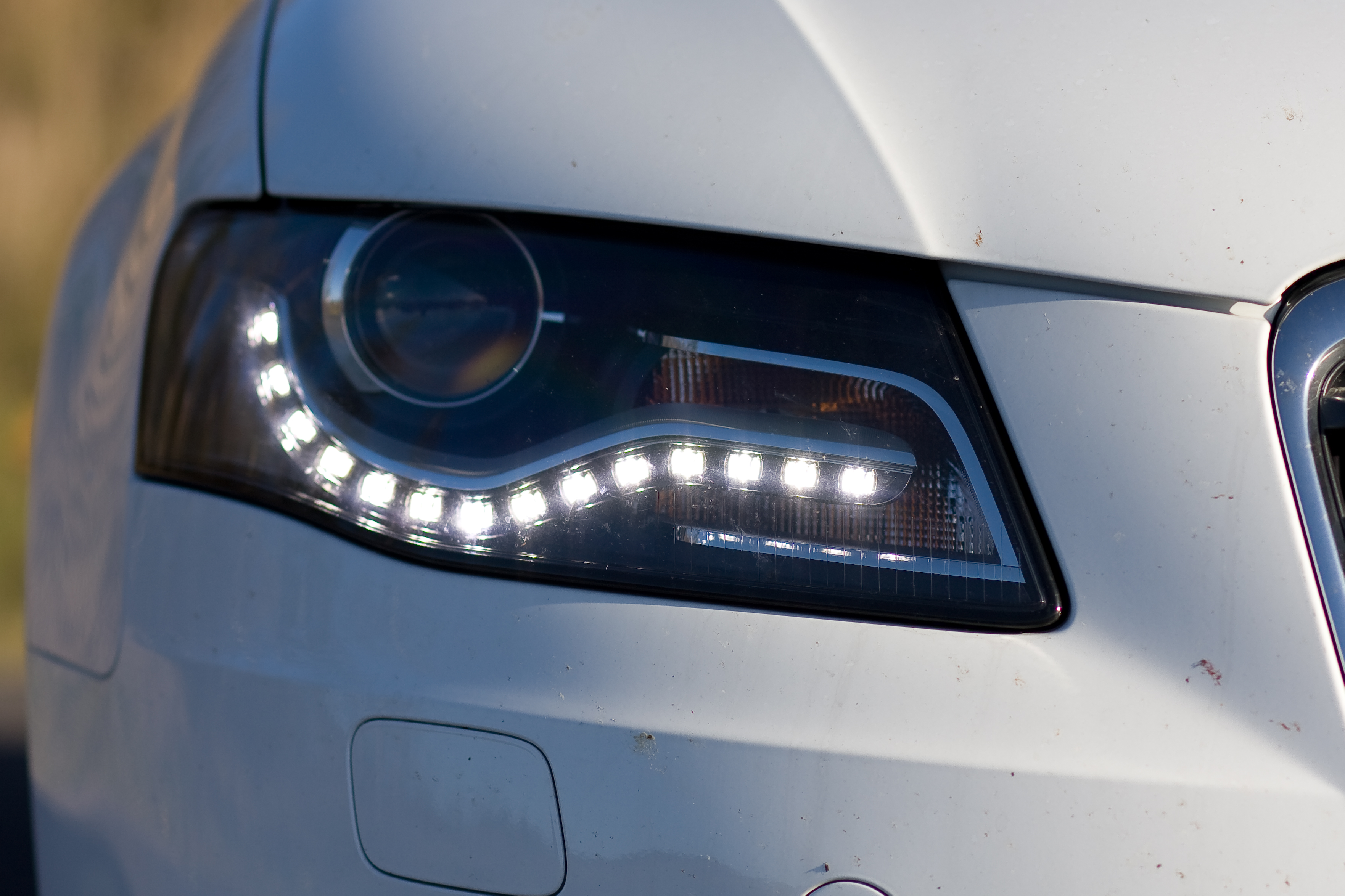
Farol de rodagem diurna de LED em um Audi A4.

O Dispositivo de Iluminação Diurna (português europeu) ou Farol de Rodagem Diurna (português brasileiro) (ou DRL, sigla em inglês para daytime running lamp ou daytime running light) é um dispositivo de iluminação automotiva posicionado na parte frontal de um automóvel. São instalados aos pares e ligados automaticamente com o acionamento do veículo. É um dispositivo de segurança que aumenta a visibilidade durante o dia.

## Origem
Os faróis de rodagem diurna possivelmente tenham sido propostos pela primeira vez em 1961 nos Estados Unidos, em resposta à campanha de condução segura no estado do Texas.
Provavelmente, a Suécia tenha sido o primeiro país a exigir a obrigatoriedade de DRLs em 1977. Na época, a função era conhecida como varselljus ("luzes de percepção" ou "luz aviso").

## Segurança
Vários estudos feitos em todo o mundo desde 1970 tenderam a concluir que os faróis de rodagem diurna melhoram a segurança. No entanto, um estudo do NHTSA feito em 2008 analisou o efeito das DRLs em colisões frontais e laterais entre dois veículos e a colisão de um veículo com ciclistas, pedestres e motociclistas. A análise determinou que as DRLs não oferecem nenhuma redução estatisticamente significativa na frequência ou gravidade das colisões estudadas, com exceção de uma redução na participação caminhões leves e vans em acidentes entre dois veículos por uma porcentagem significativa de 5,7%.
Os benefícios das DRLs são mais perceptíveis nos países nórdicos e na Escandinávia, países cujo Sol incide com menor intensidade e o inverno tem baixa luminosidade. Conforme a luminosidade do ambiente aumenta, os benefícios das DRLs ficam cada vez menores e sua força de iluminação precisa ser maior. Ou seja, em locais mais próximos à linha do equador, as DRLs precisam ser mais fortes e seus benefícios são estatisticamente menores.

## Impacto ambiental
Os faróis de rodagem diurna têm potência que variam de acordo com a implementação. As DRLs de LED, por terem maior eficiência energética, são de baixa potência (de 5 a 20W). Na Europa, está sendo estudado o equilíbrio entre os benefícios da DRL com o aumento de consumo de combustível, já que a potência necessária para ligar os faróis de rodagem diurna é produzida pelo motor, o que aumenta o consumo de combustível e aumenta a emissão de dióxido de carbono suficientemente para tornar-se mais difícil o cumprimento do protocolo de Quioto e aumentar o aquecimento global. Por esta razão, luzes de baixa potência são encorajadas na Europa, onde os faróis halógenos comuns são proibidos para cumprir com a obrigatoriedade das DRLs.